# Eclipsa de Lună din 30 noiembrie 2020
O eclipsă de Lună prin penumbră a avut loc la 30 noiembrie 2020. A fost ultima dintre cele patru eclipse de Lună ale anului. A avut o magnitudine penumbrală de 0,8285. Eclipsa s-a produs în urmă cu 4 ani, 115 zile.

## Vizibilitate
Eclipsa a putut fi observată în estul Asiei, în Oceania, în America de Nord și în America de Sud.
| Imaginea Pământului văzut de pe Lună, în momentul fazei maxime a eclipsei. Fenomenul a fost complet vizibil din America de Nord. |
| Harta vizibilității eclipsei de Lună din 30 noiembrie 2020                                                                       |

## Galerie de imagini

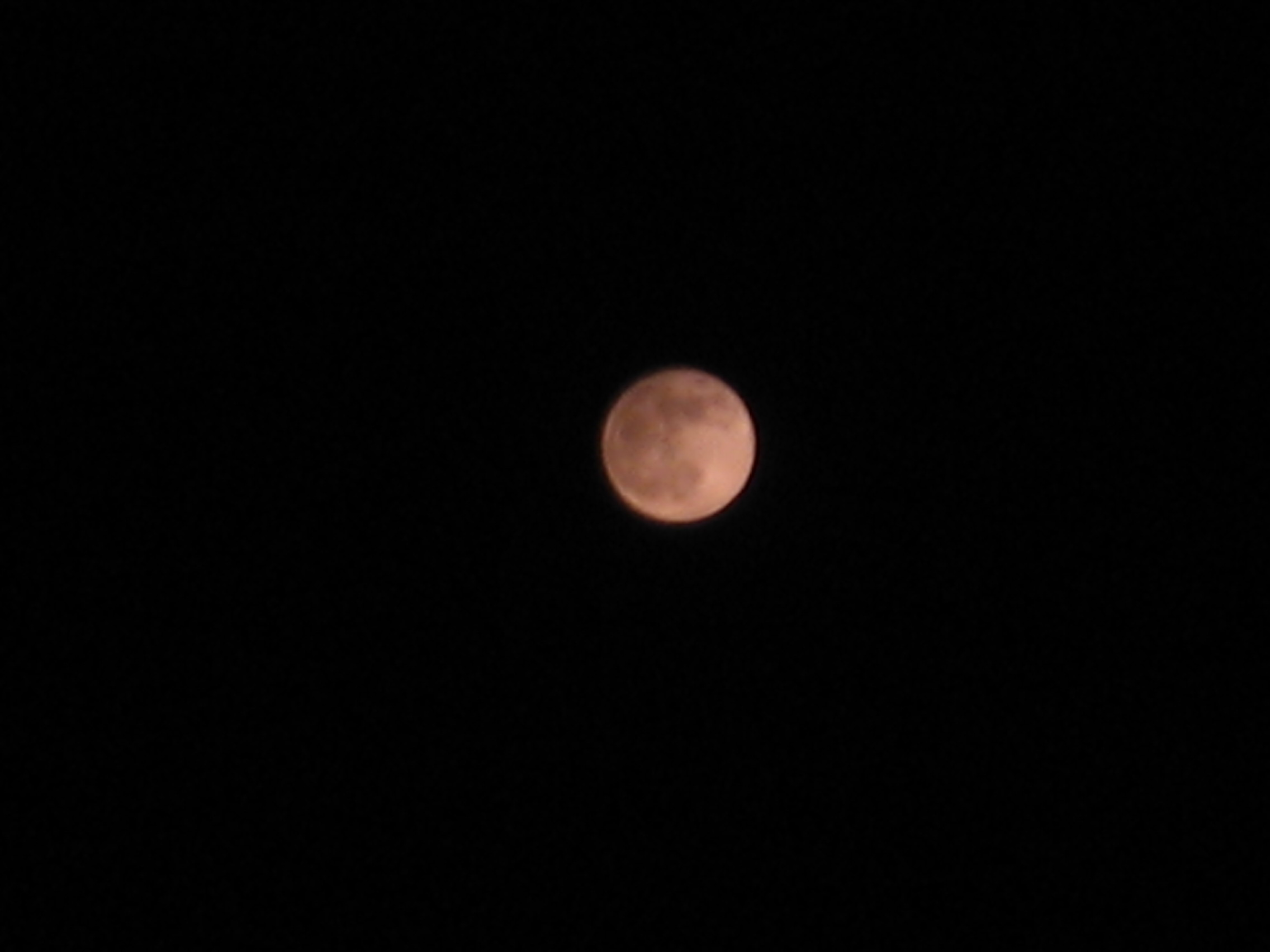
Hefei, China, 10:03 UTC
Minneapolis, Statele Unite ale Americii, 1:45 UTC și 9:24 UTC

## Eclipse în 2020
- Eclipsa de Lună prin penumbră din 10 ianuarie.
- Eclipsa de Lună prin penumbră din 5 iunie.
- Eclipsa inelară de Soare din 21 iunie.
- Eclipsa de Lună prin penumbră din 5 iulie.
- Eclipsa de Lună prin penumbră din 30 noiembrie.
- Eclipsa totală de Soare din 14 decembrie 2020.

## Seria Saros
Eclipsa de Lună din 30 noiembrie 2020 face parte din ciclul Saros 116.